# Alexander Gordon Biggam
Sir Alexander Gordon Biggam, britanski general, * 14. april 1888, Stranraer, † 22. marec 1963.